# مايا فارو
مايا فارو (بالإنجليزية: Mia Farrow)‏ ممثلة أمريكية من مواليد 9 فبراير 1945 وهي عضو مجلس إدارة مركز الدوحة لحرية الإعلام.
فارو كانت في علاقة مع الممثل والمخرج وودي آلن وشاركات بافلامه الأربعة عشر خلال تلك الفترة، بدءًا من فيلم وقد حصلت على العديد من الثناء النقدي على أدائها في العديد من أفلام آلن واتهمت فارو علناً آلن بالاعتداء الجنسي على ابنتهم المتبناة

## زيارة فلسطين
بوصفها سفيرة اليونيسيف زارت فارو قطاع غزة ونددت بأعمال العنف الذي تجعل من أطفال فلسطين مرعوبين وخائفين مما يحدث.

## وصلات خارجية
- مايا فارو على موقع IMDb (الإنجليزية)
- مايا فارو على موقع الموسوعة البريطانية (الإنجليزية)
- مايا فارو على موقع روتن توميتوز (الإنجليزية)
- مايا فارو على موقع مونزينجر (الألمانية)
- مايا فارو على موقع ألو سيني (الفرنسية)
- مايا فارو على موقع ميوزك برينز (الإنجليزية)
- مايا فارو على موقع تيرنر كلاسيك موفيز (الإنجليزية)
- مايا فارو على موقع أول موفي (الإنجليزية)
- مايا فارو على موقع قاعدة بيانات برودواي على الإنترنت (الإنجليزية)
- مايا فارو على موقع قاعدة بيانات الأفلام السويدية (السويدية)